# Procne

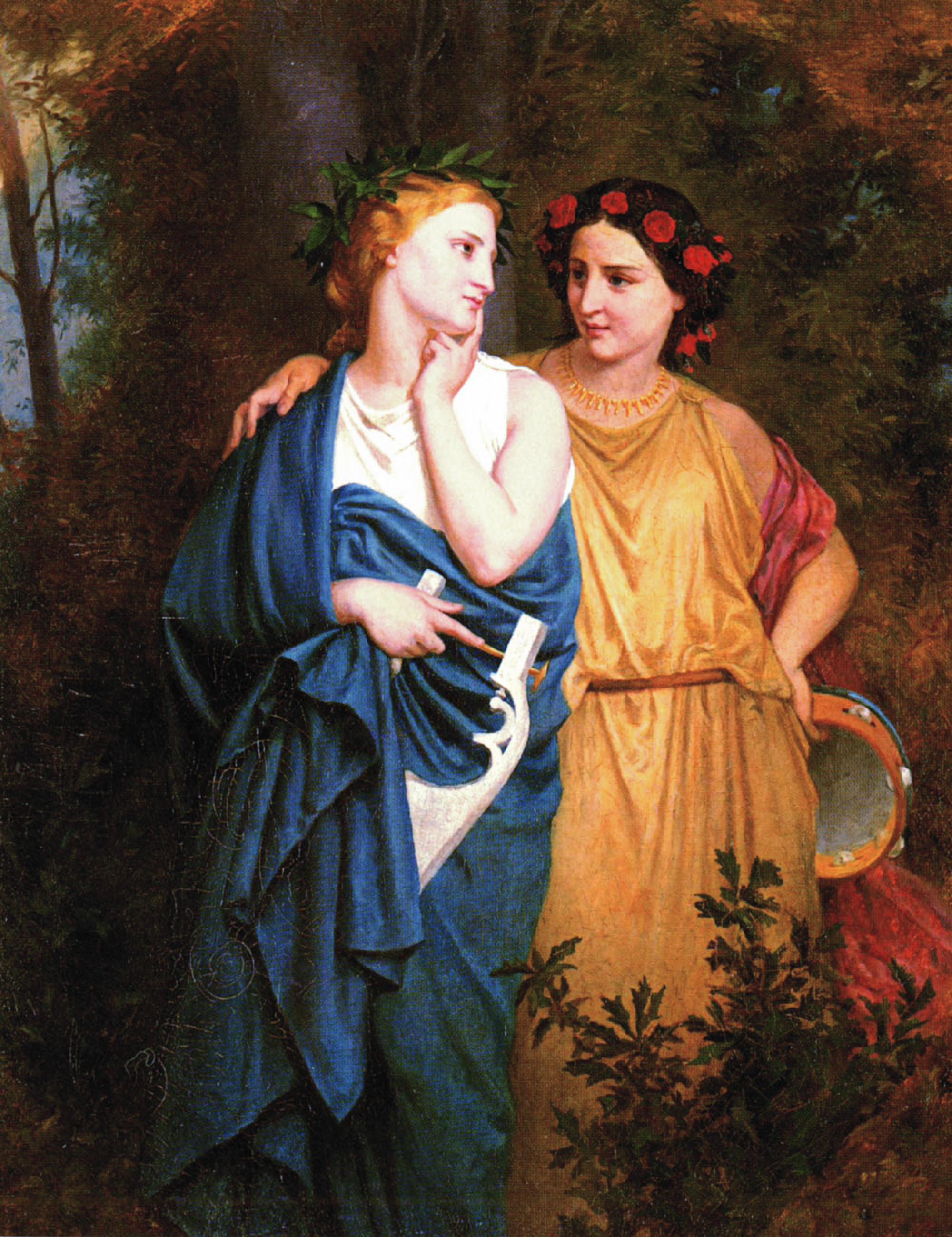

En la mitología griega Procne (en griego antiguo: Πρόκνη, Próknē) o Progne era hija del rey de Atenas, Pandión, y de su esposa Zeuxipe. Tenía una hermana llamada Filomela a la que estaba muy unida. Sus hermanos fueron Erecteo y Butes.
El marido de Procne era el héroe Tereo de Tracia. Pandión le había ofrecido al héroe la mano de su hija en recompensa por haberle ayudado en la guerra contra Lábdaco, rey de Tebas. Tras la boda, Procne y Tereo se marcharon de Atenas. Tuvieron un hijo, llamado Itis. 
Tiempo después, Tereo fue enviado por su esposa a buscar a su hermana Filomela. Pandión permite que Filomela se marche con Tereo con el propósito de que así pueda ver a Procne. Sin embargo, Tereo se enamora de una forma enfermiza de la joven y la acaba violando. Luego de esto cortó su lengua para que así ella nunca pudiera delatarlo. La encerró en un caserío, donde tejió su desgracia en un peplo. Filomela se lo hizo llegar a su hermana a través de un esclavo. 
Procne liberó a su hermana y ambas conspiraron una venganza terrible: mataron a Itis y lo sirvieron guisado al padre en la cena. Cuando se dio cuenta de que se había comido a su propio hijo, Tereo persiguió a las dos hermanas con una espada. 
Los dioses tuvieron misericordia de ellas: Procne fue convertida en un ruiseñor de incansable trinar y Filomela en una golondrina de canto quejoso y corto; Tereo, por su parte, en un gavilán que perseguía incesantemente al ruiseñor Procne. En la mitología romana, de acuerdo al relato del poeta Ovidio, las transformaciones de los personajes son diferentes, Procne se convierte en golondrina, Filomela en ruiseñor y Tereo en abubilla.
En la literatura griega pueden encontrarse múltiples alusiones a este mito:
- En Las Suplicantes, de Esquilo: «Si hay algún lugar augur del país, al oír mi lamento, creerá que está oyendo el grito de la sabia esposa de Tereo, de compasión digna: ruiseñor perseguido por un gavilán».[1]
- En el Agamenón, de Esquilo: «Tienes la mente delirante, posesa por la deidad, y por ti misma gritas un canto desprovisto de melodía, igual que el pajizo ruiseñor, insaciable de trinos –¡ay!– con desdichado corazón, gime –Itis, Itis– a lo largo de todo un destino florido de males».[2]
- En la Electra, de Sófocles: «Insensato el que olvida a un padre que se ha ido de manera tan lamentable; mas, en cuanto a mí, es grato a mi pensamiento el pájaro que, turbado, se lamenta; el que constantemente se lamenta por Itis, por Itis, mensajero de Zeus».[3]
- En el Áyax, de Sófocles: «Ciertamente que su madre, cargada de años y compañera de blanca ancianidad, cuando oiga que él ha perdido la razón lanzará, desdichada, un grito de dolor, un canto de dolor y no el lamento del quejumbroso pájaro, del ruiseñor».[4]
- En el Fedón, de Platón: «Mas los hombres, por su propio miedo a la muerte, calumnian incluso a los cisnes y dicen que, lamentando su muerte, entonan, movidos de dolor, un canto de despedida, sin tener en cuenta que no hay ningún ave que cante cuando tiene hambre, frío o padece algún otro sufrimiento, ni el propio ruiseñor, ni la golondrina, ni la abubilla».[5]

En las versiones presentes en la literatura oral de Iberoamerica de este mito, registradas en América, España y Portugal, entre cantores populares de décimas, Procne recibe el nombre Blanca Flor o Blancaflor.

## Procne en Iberoamérica

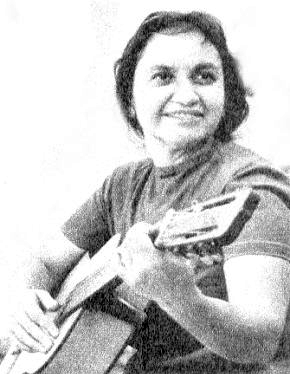
La chilena Violeta Parra difundió la tonada Blanca Flor y Filumena, una de las versiones más conocidas del mito de Tereo, conservado en múltiples formas por la tradición oral iberoamericana.

El relato de Procne ha sobrevivido en la literatura oral durante siglos, tanto en la península ibérica como en América Latina, encontrándose versiones de él hasta la actualidad. Procne es casi siempre llamada Blanca Flor o Blancaflor en estas tradiciones.
Más allá de lugares y nombres, las versiones iberoamericanas suelen diferir en algunos detalles del famoso relato de Ovidio. Habitualmente en los romances orales Blanca Flor se encuentra embarazada cuando ocurre la violación de su hermana, mientras que en el texto de Ovidio ha dado a luz a Itis ya hace algunos años. A diferencia de las versiones clásicas, en los romances las diversas encarnaciones de Tereo desde un principio aman a Filomena, aceptando el matrimonio con Blanca Flor como una segunda opción. Cuando en el mito de Ovidio una sirvienta ayuda a Filomena, en los romances suele ser un pastor quien cumpla ese rol. En algunos lugares, como Tenerife, el habitual hijo de la pareja es trocado en una "niña hembra" . En ciertos países, como Chile, a veces se omite el truculento episodio del banquete y del canibalismo inconsciente de Tereo sobre su propio hijo, terminando el relato simplemente con el suicidio de "Don Bernardino" (Tereo), que se lanza desde un peñasco. Sin embargo sí es común encontrar ese episodio a lo largo de Iberoamérica, donde muchas veces la cena toma la forma de una cazuela o puchero (por ejemplo, prácticamente en toda España y en versiones de Cuba, Centroamérica o Marruecos). En más raras ocasiones la cena de la venganza asume la forma la de una empanada (hay casos de esta variante en Galicia y Asturias). En muchos de estos romances se explicita como una de las conclusiones recurrentes del relato que las hijas no deben ser casadas "con forasteros". No se encuentra rastro en la tradición oral iberoamerica del episodio de la metamorfosis de los personajes en pájaros.
El nombre de Tereo se transforma en los romances tomando numerosas variantes, siendo la mayoría absolutamente distintas del original. Entre los apelativos del personaje de Tereo se encuentran Tereno (Asturias), Tarquino (Andalucía), Tarquín (Cataluña), Galán de Turquía (Costa Rica), Duque Don Bernardino (Chile) o Caballero de Turquía (Chile y Portugal), pero las variaciones recogidas son muchísimas más; Rey Turco, Joven de Turquía, "turco de Turquía", "moro de Turquía", Chusquino, Chusquín, Virtín, Cerquín, Turquí, Tortí (en Tetuán, Marruecos), Turquío, Turquido, Truquillo, Truquinus, Tranquilo, Tarquilo, Tranquino, conde de Sevilla, duque Fernandillo, un caballero de Francia o un tal Manuel de la Vega. También se transforma en los romances en un genérico pastor (común en las versiones de Colombia), un soldado, un zagal, un caballero, un galán, un joven, un tratante de paños o simplemente "un traidor".
Como se aprecia, muchas versiones identifican al villano Tereo con los moros y turcos, sea por identificación de la antigua Tracia con Turquía, por alcance fonético o tendencia a adjudicar maldad a extranjeros, máxime de otras religiones, lo que no es raro, considerando que Tereo simboliza al extranjero bárbaro en el mito griego original. Otra derivación religiosa es que en romances iberoamericanos el personaje del rey ateniense Pandión, que en general en español se reemplaza por una mujer (suegra del violador y madre de las hermanas), es adjudicado muchas veces a una santa. Se encuentran versiones en que el personaje es cierta Santa Lucía (Chile), Santa Juana (Colombia) o Santa Fe (Costa Rica). En su defecto, en España es común que se trate de "una romera", una mujer que ha emprendido en un peregrinaje religioso cristiano, lo que daría cuenta de una forma de religiosidad socialmente aceptada y valorada.
Pero también ocurre una transposición de estos simbolismos en ocasiones. Por ejemplo, en una de las versiones más popularizadas del romance, la tonada Blanca Flor y Filumena recogida por Violeta Parra en Chile, Tereo es una figura identificable con lo español (Duque don Bernardino), mientras que a la madre de las hermanas, víctima indirecta de su yerno, se nombra simplemente "La Mora".